# 繁栄のための革命
繁栄のための革命（はんえいのためのかくめい、英語: Revolution for Prosperity、ソト語: Thalaboliba ea Ntlafatso）は、レソト王国の政党である。略称はRFP。

## 歴史
2022年3月にレソトの実業家であるサム・マテカネによって設立された。同年10月に開催された国民議会の総選挙では、2030年までに経済を二桁成長させることを公約に掲げ臨んだ。前与党である全バソト会議の失速により、時の野党第一党であった民主会議と拮抗する、または民主会議の離党者の続出により、繁栄のための革命が最大の議席数を占めるとの見立てが立てられていた。結果としては繁栄のための革命が120議席中の56議席と最大の議席を獲得したが、過半数には一歩及ばず、同盟民主、経済改革運動と連立政権を組み与党となった。